# Narcos: Messico
Narcos: Messico (Narcos: Mexico) è una serie televisiva di genere poliziesco creata e prodotta da Carlo Bernard e Doug Miro.
Inizialmente concepita come quarta stagione della serie televisiva Narcos, è stata poi sviluppata come una serie spin-off incentrata sul Cartello di Guadalajara in Messico.

## Trama
La storia è incentrata sulla nascita e l'ascesa del Cartello di Guadalajara negli anni '80, quando Miguel Ángel Félix Gallardo ne assume il comando, unificando i singoli commercianti di droga di tutto il Messico per costruire una organizzazione univoca in grado di gestire l'intero flusso di marijuana e cocaina verso gli Stati Uniti. Quando l'agente della DEA Kiki Camarena si trasferisce insieme a sua moglie e suo figlio dalla California a Guadalajara per assumere un nuovo incarico, scopre rapidamente che il suo nuovo compito sarà più impegnativo di quanto avrebbe mai potuto immaginare. Mentre Kiki indaga su Félix, si verifica una tragica catena di eventi, che influenzano il traffico di droga e la guerra contro di essa negli anni a venire.

## Episodi
| Stagione         | Episodi | Pubblicazione USA | Pubblicazione Italia |
| ---------------- | ------- | ----------------- | -------------------- |
| Prima stagione   | 10      | 2018              | 2018                 |
| Seconda stagione | 10      | 2020              | 2020                 |
| Terza stagione   | 10      | 2021              | 2021                 |

## Personaggi e interpreti

### Personaggi principali
- Kiki Camarena (stagione 1), interpretato da Michael Peña, doppiato da Daniele Raffaeli. 
Un agente della DEA sotto copertura che raccoglie informazioni preziose attraverso una serie di informatori attorno al leader del cartello Félix Gallardo.
- Miguel Ángel Félix Gallardo (stagioni 1-2, guest star stagione 3), interpretato da Diego Luna. 
Il leader del cartello di Guadalajara e fondatore del moderno commercio di droga messicano.
- Rafael Caro Quintero (stagione 1, guest star stagione 2), interpretato da Tenoch Huerta.
- Mika Camarena (stagione 1), interpretata da Alyssa Diaz, doppiata da Ilaria Latini.
- Ernesto Fonseca Carrillo (stagione 1, guest star stagione 2, ricorrente stagione 3), interpretato da Joaquín Cosío.
- Amado Carrillo Fuentes (stagioni 1-3), interpretato da José María Yazpik, doppiato da Christian Iansante.
- Jaime Kuykendall (stagioni 1, 3, guest star stagione 2), interpretato da Matt Letscher, doppiato da Stefano Benassi.
- Salvador Osuna Nava (stagione 1), interpretato da Ernesto Alterio.
- Joaquín Guzmán (stagioni 1-3), interpretato da Alejandro Edda.
- Maria Elvira (stagioni 1-2), interpretata da Fernanda Urrejola.
- Isabella Bautista (stagioni 1-2), interpretata da Teresa Ruiz.
- Butch Sears (stagione 1), interpretato da Aaron Staton, doppiato da Andrea Moretti.
- Roger Knapp (stagione 1), interpretato da Lenny Jacobson, doppiato da Luca Graziani.
- Pablo Acosta (stagioni 1-2), interpretato da Gerardo Taracena.
- Guillermo González Calderoni (stagioni 1-2), interpretato da Julio César Cedillo, doppiato da Massimo Lodolo.
- Walt Breslin (stagioni 2-3, ricorrente stagione 1), interpretato da Scoot McNairy, doppiato da Alessandro Budroni.
- Benjamín Arellano Félix (stagioni 2-3, ricorrente stagione 1), interpretato da Alfonso Dosal.
- Ramón Arellano Félix (stagioni 2-3, ricorrente stagione 1), interpretato da Manuel Masalva.
- Héctor Luis Palma Salazar (stagioni 2-3, ricorrente stagione 1), interpretato da Gorka Lasaosa.
- Pacho Herrera (stagioni 2-3, guest star stagione 1), interpretato da Alberto Ammann.
- Kenny Moss (stagione 2, guest star stagione 1), interpretato da Alex Knight, doppiato da Francesco Trifilio.[1][2]
- Enedina Arellano Félix (stagioni 2-3), interpretata da Mayra Hermosillo, doppiata da Rossa Caputo.
- Danilo Garza (stagione 2), interpretato da Miguel Rodarte, doppiato da Ludovico Versino.
- Sal Orozco (stagione 2), interpretato da Jesse Garcia, doppiato da Paolo Vivio.
- Daryl Petsky (stagione 2), interpretato da Matt Biedel, doppiato da Andrea Lavagnino.
- Ossie Mejía (stagione 2), interpretato da Jero Medina, doppiato da Leonardo Graziano.
- Amat Palacios (stagione 2), interpretato da Alberto Zeni.
- Enrique Clavel (stagione 2), interpretato da Andrés Londoño.[1]
- Juan García Abrego (stagioni 2-3), interpretato da Flavio Medina.
- David Barron Corona (stagione 3, ricorrente stagione 2), interpretato da Bobby Soto.
- Victor Tapia (stagione 3), interpretato da Luis Gerardo Méndez.
- Andrea Nuñez (stagione 3), interpretata da Luisa Rubino, doppiata da Alice Venditti.
- Jesús Gutiérrez Rebollo (stagione 3), interpretato da Jose Zuniga.
- Steve Sheridan (stagione 3), interpretato da Beau Mirchoff.
- Dani (stagione 3), interpretata da Kristen Gutoskie, doppiata da Valentina Favazza.
- Alex Hodoyan (stagione 3), interpretato da Lorenzo Ferro.
- Ramon Salgado (stagione 3), interpretato da Alejandro Furth.
- Ismael Zambada (stagione 3), interpretato da Alberto Guerra.

### Personaggi ricorrenti
Gli altri membri del cast includono:
- Sofia Conesa (stagione 1), interpretata da Tessa Ía.
- Ed Heath (stagioni 1-2), interpretato da Clark Freeman, doppiato da Marco Vivio.
- Juan José Esparragoza Moreno (stagioni 1-3), interpretato da Fermin Martinez.
- Sammy Alvarez (stagione 1), interpretato da Guillermo Villegas.
- Tomas Morlet (stagione 1), interpretato da Horacio Garcia Rojas.
- Jim Ferguson (stagione 1), interpretato da Jackie Earle Haley, doppiato da Luca Biagini.
- John Gavin (stagione 1), interpretato da Yul Vazquez, doppiato da Nicola Braile.
- John Clay Walker (stagione 1), interpretato da Brian Buckley, doppiato da Fausto Tognini.
- Pablo Escobar (stagioni 1, 3), interpretato da Wagner Moura.
- José Santacruz Londoño (stagioni 1, 3), interpretato da Pêpê Rapazote.
- Francisco Arellano Félix (stagioni 1-3), interpretato da Francisco Barreiro.
- Orlando Henao Montoya (stagioni 2-3), interpretato da Julián Arango.
- Mimi Webb Miller (stagione 2), interpretata da Sosie Bacon.
- Juan Nepomuceno Guerra (stagioni 2-3), interpretato da Jesús Ochoa.
- Rafael Aguilar Guajardo (stagioni 2-3), interpretato da Noé Hernández.
- Ruth Arellano Félix (stagioni 2-3), interpretata da Adriana Llabrés.
- Javier Arellano Félix (stagioni 2-3), interpretato da José Julián.
- Eduardo Arellano Félix (stagioni 2-3), interpretato da Sebastián Buitrón.
- Carlos Hank González (stagione 3), interpretato da Manuel Uriza.
- Hortencia Tapia (stagione 3), interpretata da Damayanti Quintanar.
- Craig Mills (stagione 3), interpretato da James Earl.
- Everardo Arturo Paez (stagione 3), interpretato da Bad Bunny.
- Marta (stagione 3), interpretata da Yessica Borroto.
- Gilberto Rodríguez Orejuela (stagione 3), interpretato da Damián Alcázar.
- Arturo Beltrán Leyva (stagione 3), interpretato da Diego Calva.
- Vicente Carrillo Fuentes (stagione 3), interpretato da Fernando Bonilla.
- Rogelio (stagione 3), interpretato da Markin López.
- Alfredo Hodoyan (stagione 3), interpretato da Iván Aragón.
- Jack Dorian (stagione 3), interpretato da Eric Etebari.

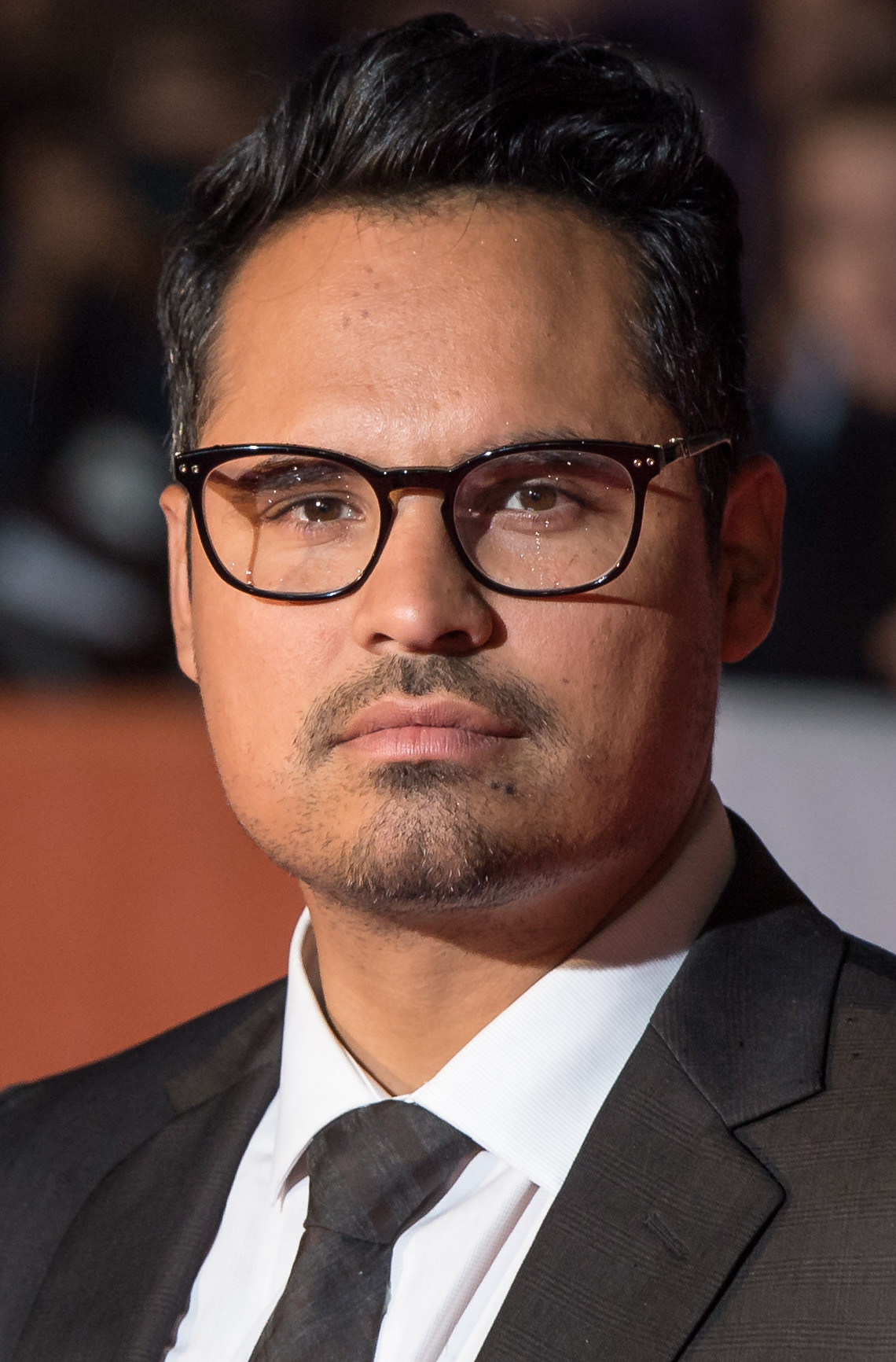
Michael Peña interpreta Kiki Camarena.
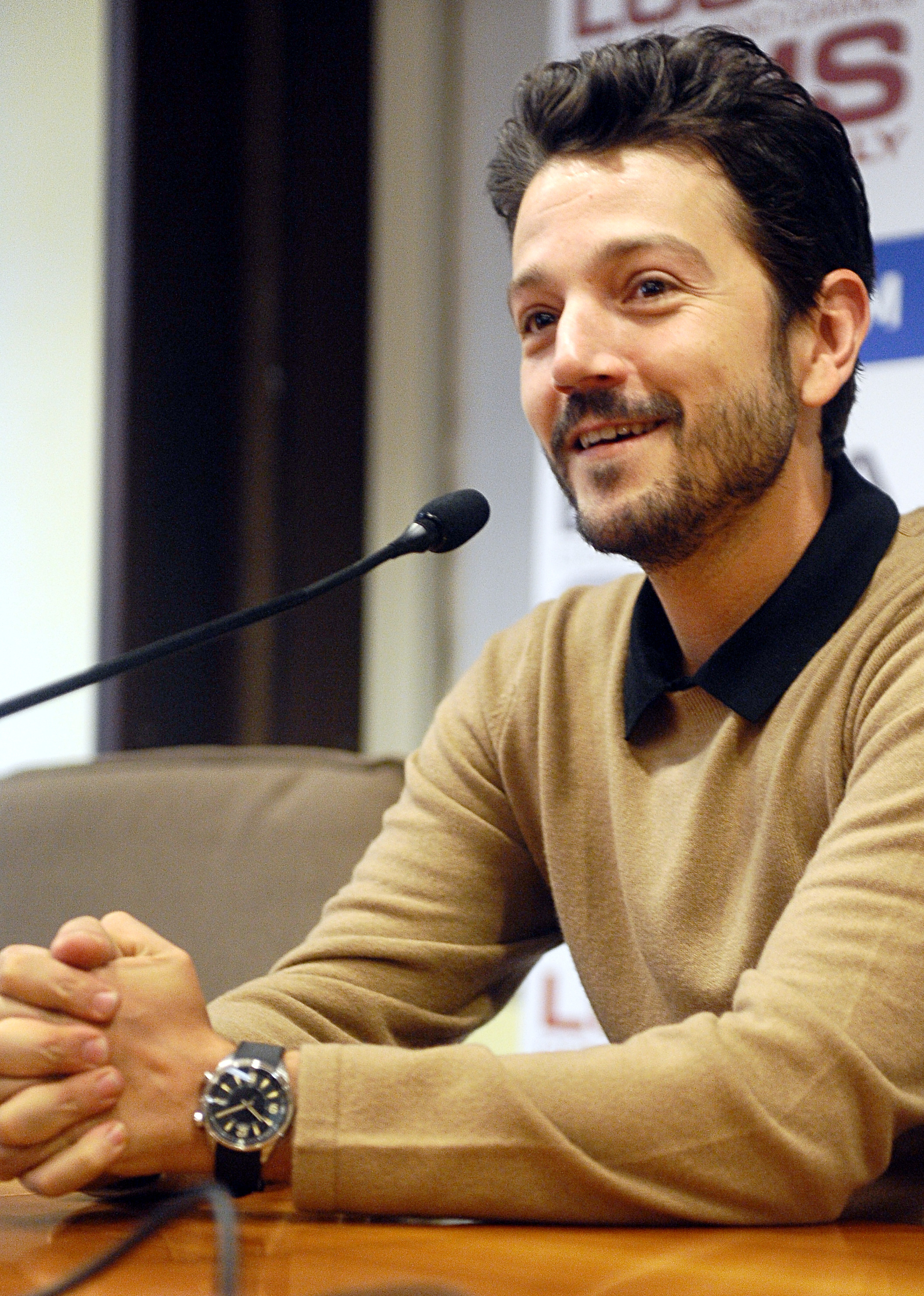
Diego Luna interpreta Miguel Ángel Félix Gallardo.
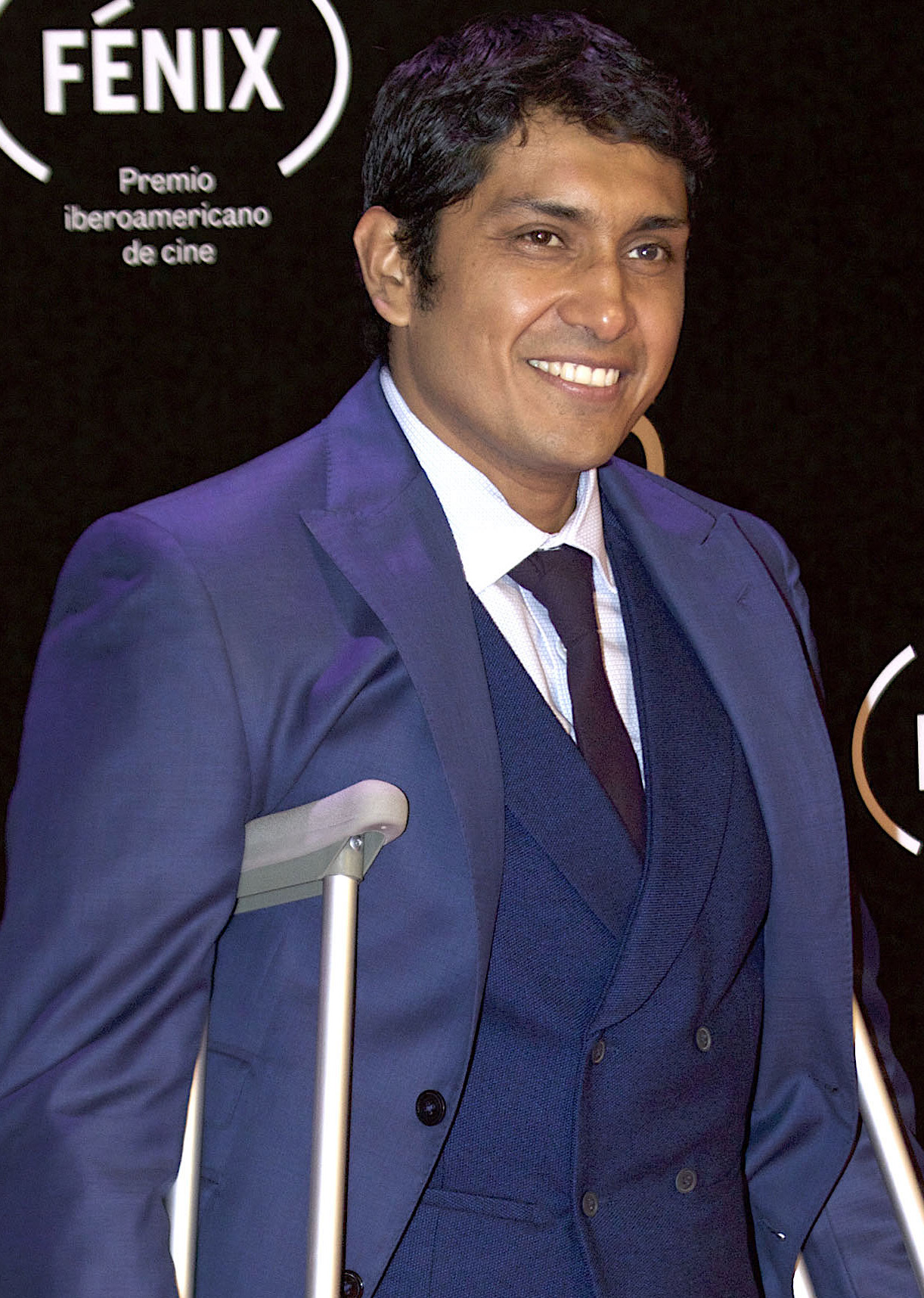
Tenoch Huerta interpreta Rafael Caro Quintero.
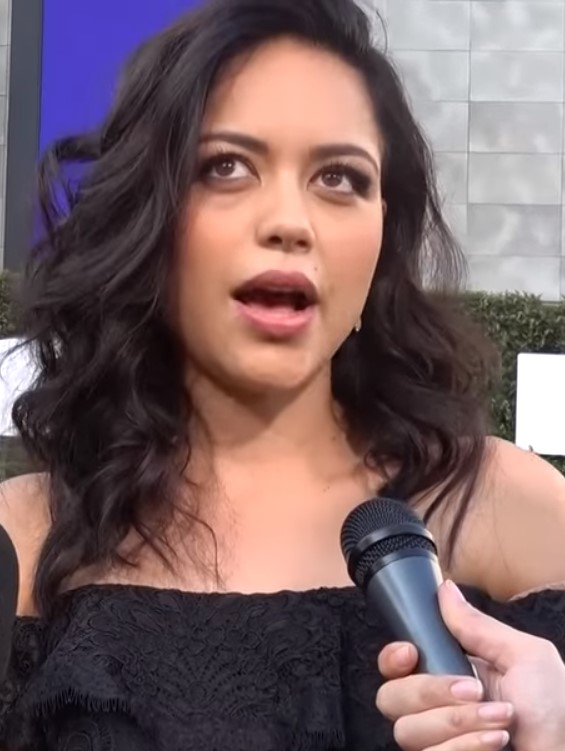
Alyssa Diaz interpreta Mika Camarena.
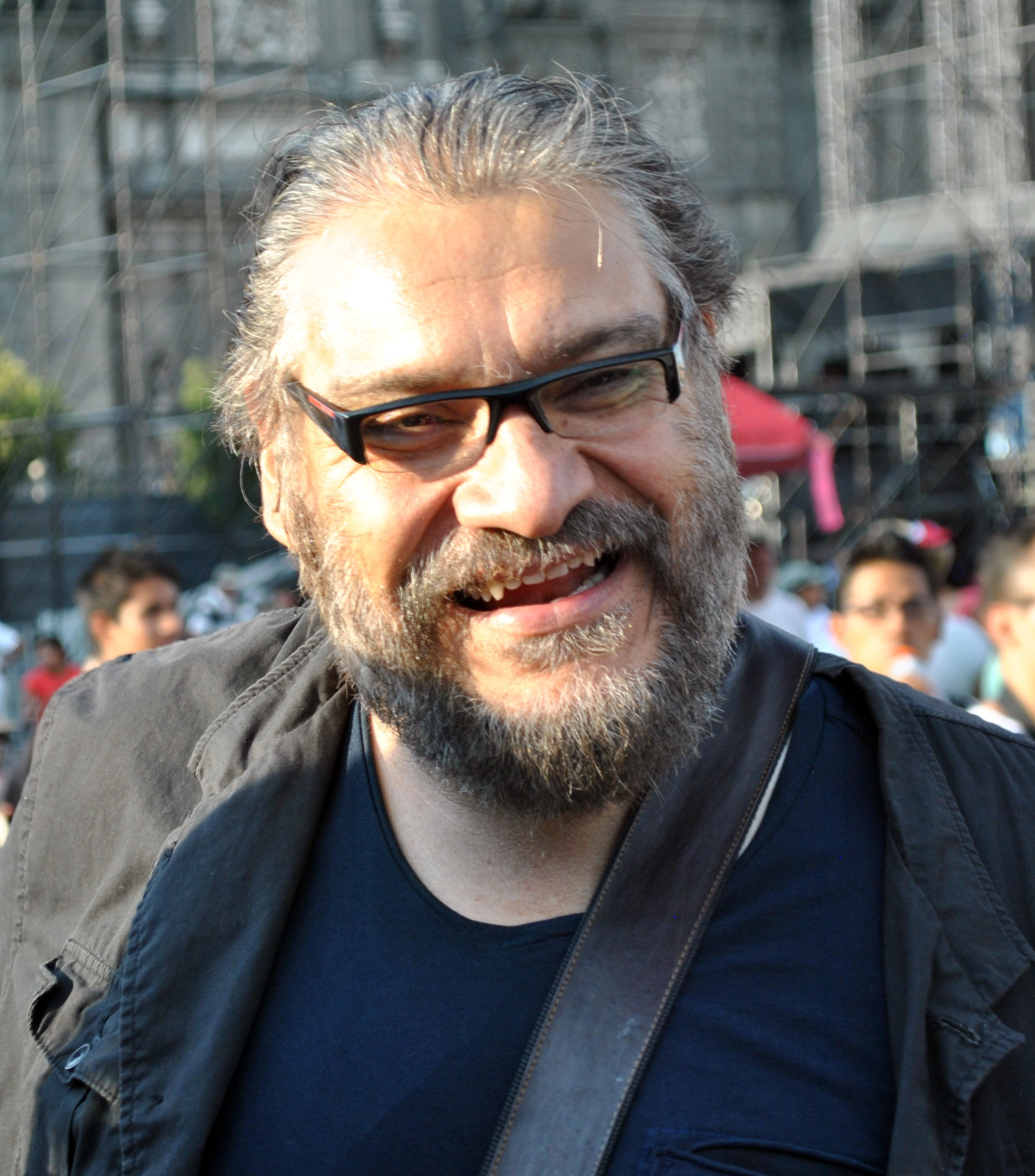
Joaquin Cosío interpreta Ernesto Fonseca Carrillo.
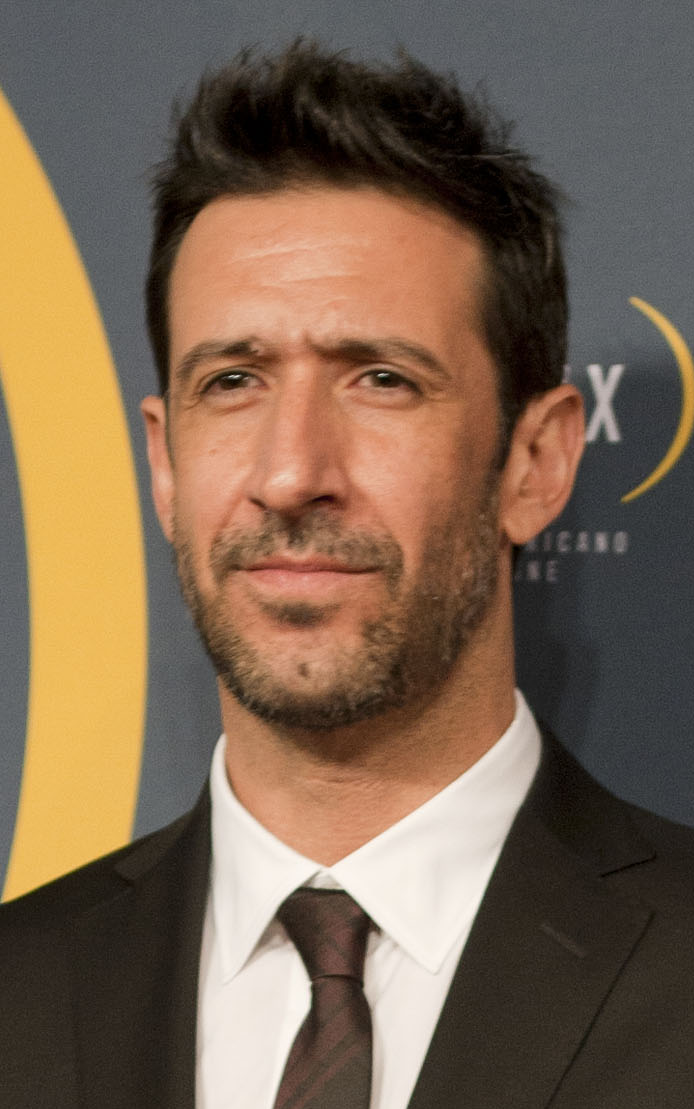
José María Yazpik interpreta Amado Carrillo Fuentes.
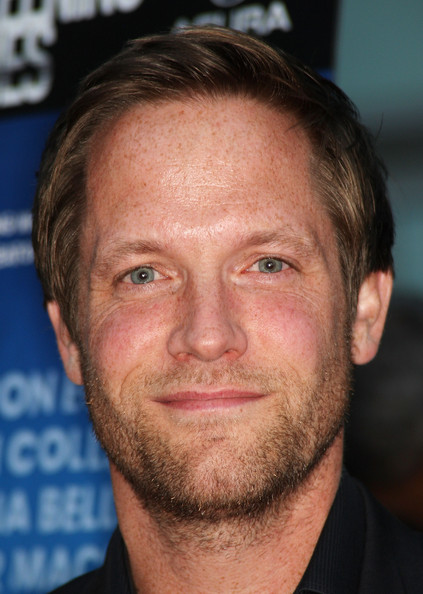
Matt Letscher interpreta Jaime Kuykendall.
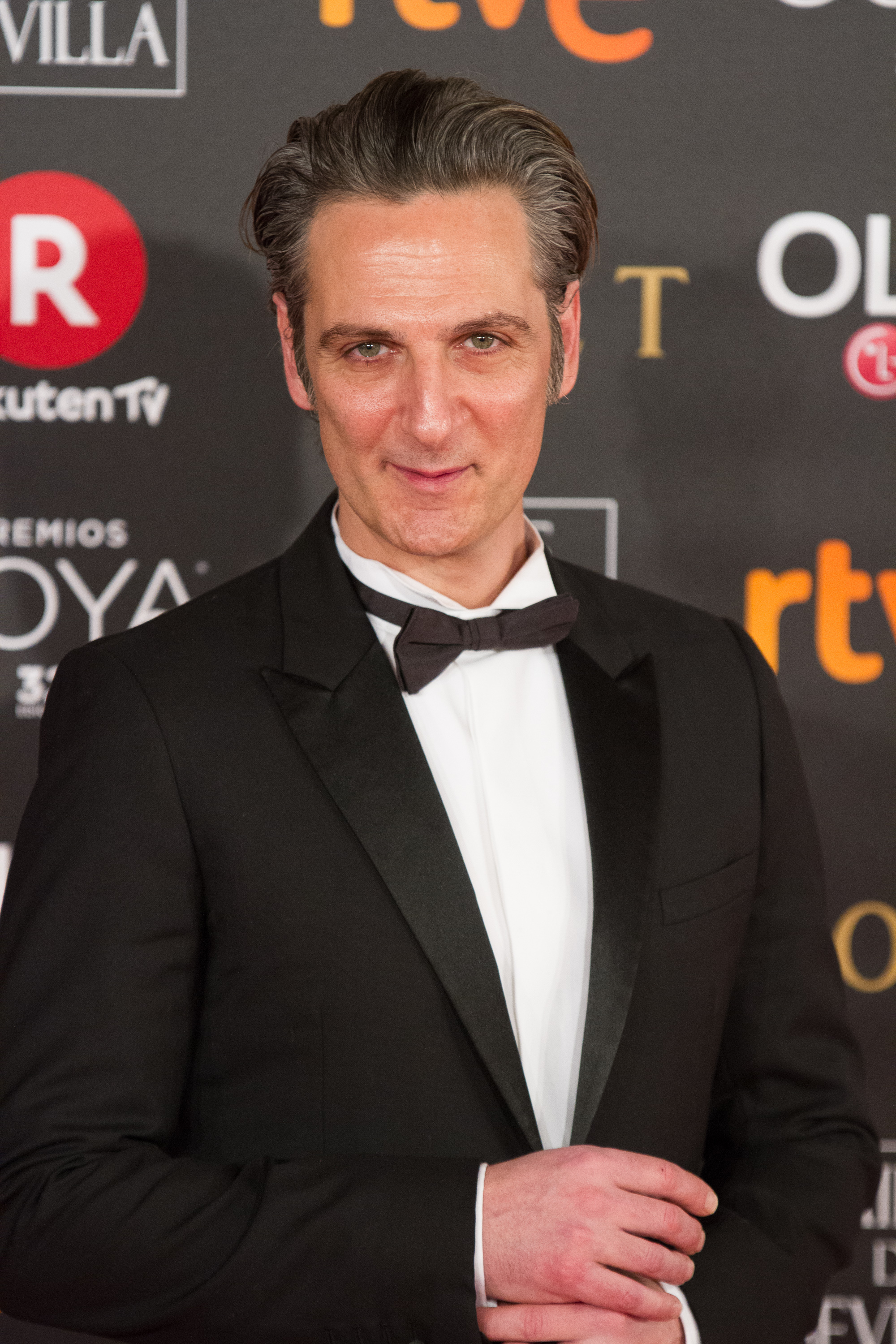
Ernesto Alterio interpreta Salvador Osuna Nava.
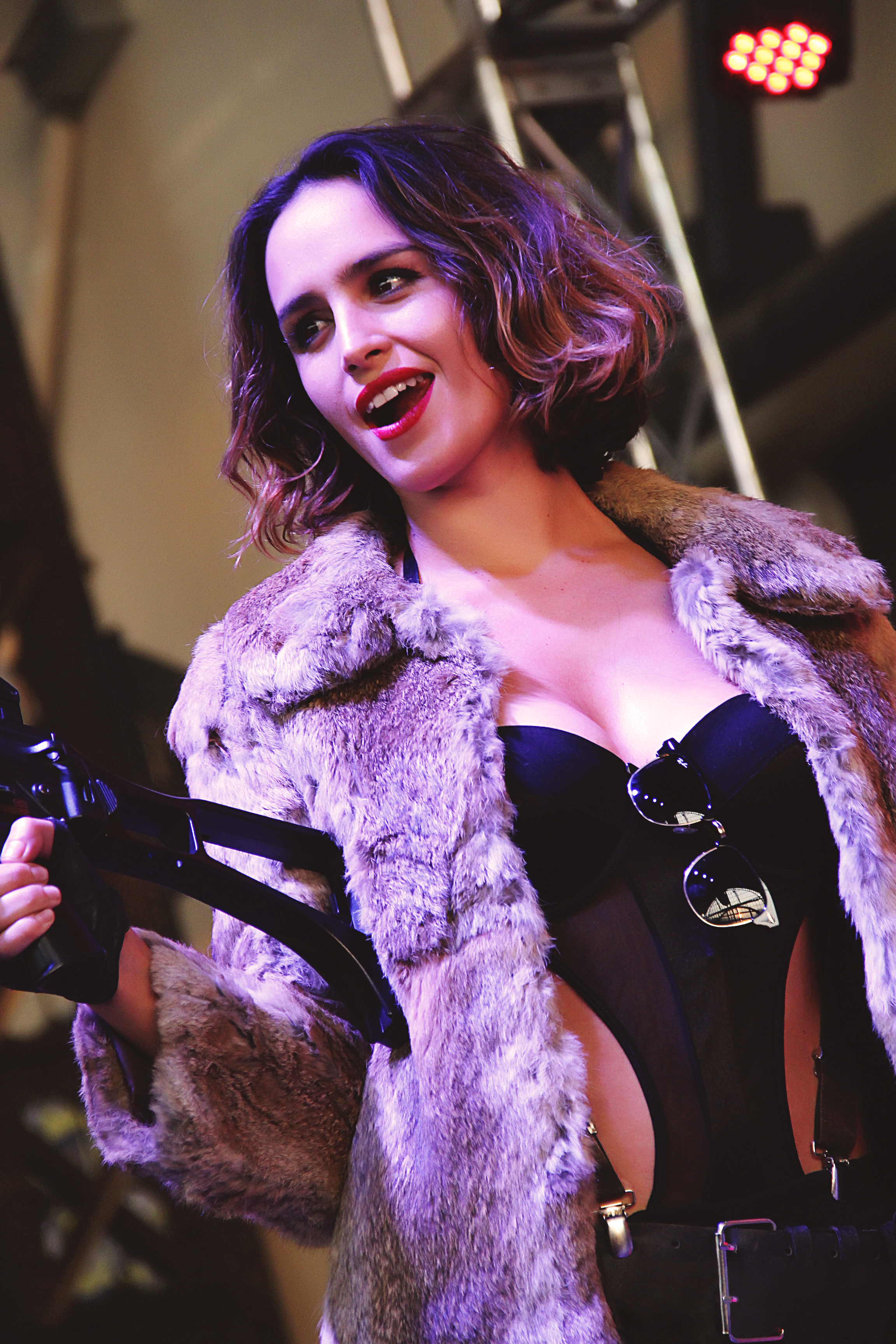
Fernanda Urrejola interpreta Maria Elvira.
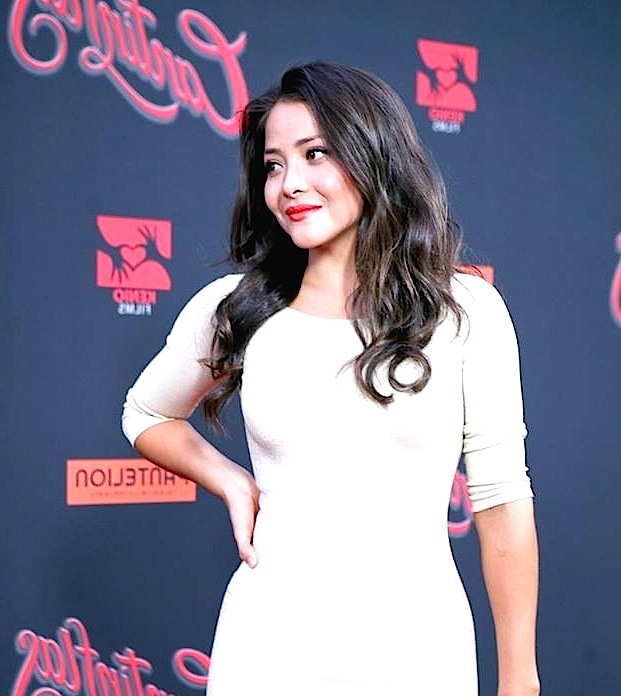
Teresa Ruiz interpreta Isabella Bautista.
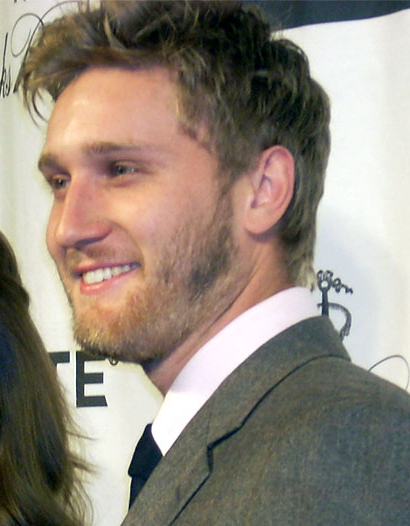
Aaron Staton interpreta Butch Sears.
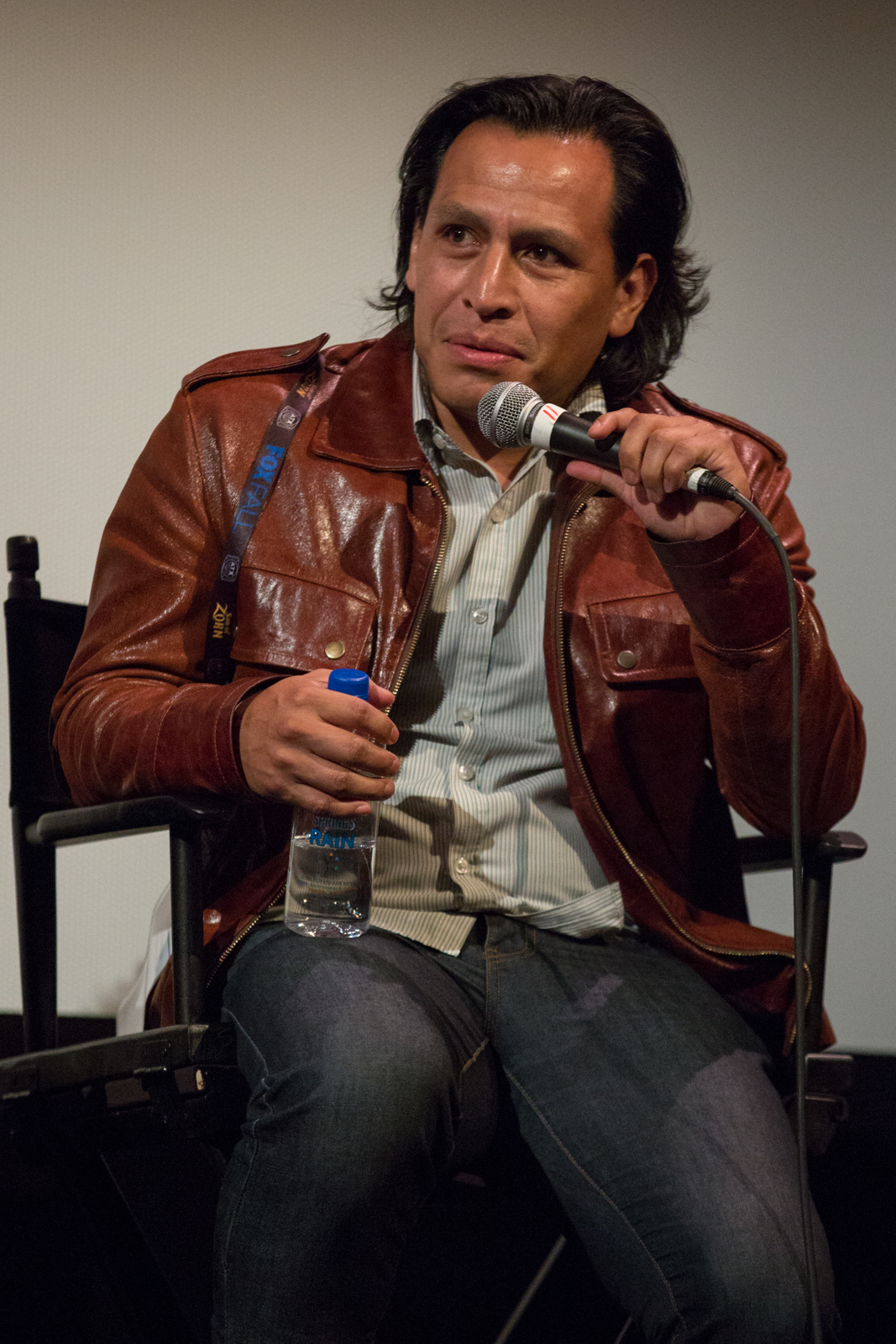
Gerardo Taracena interpreta Pablo Acosta.
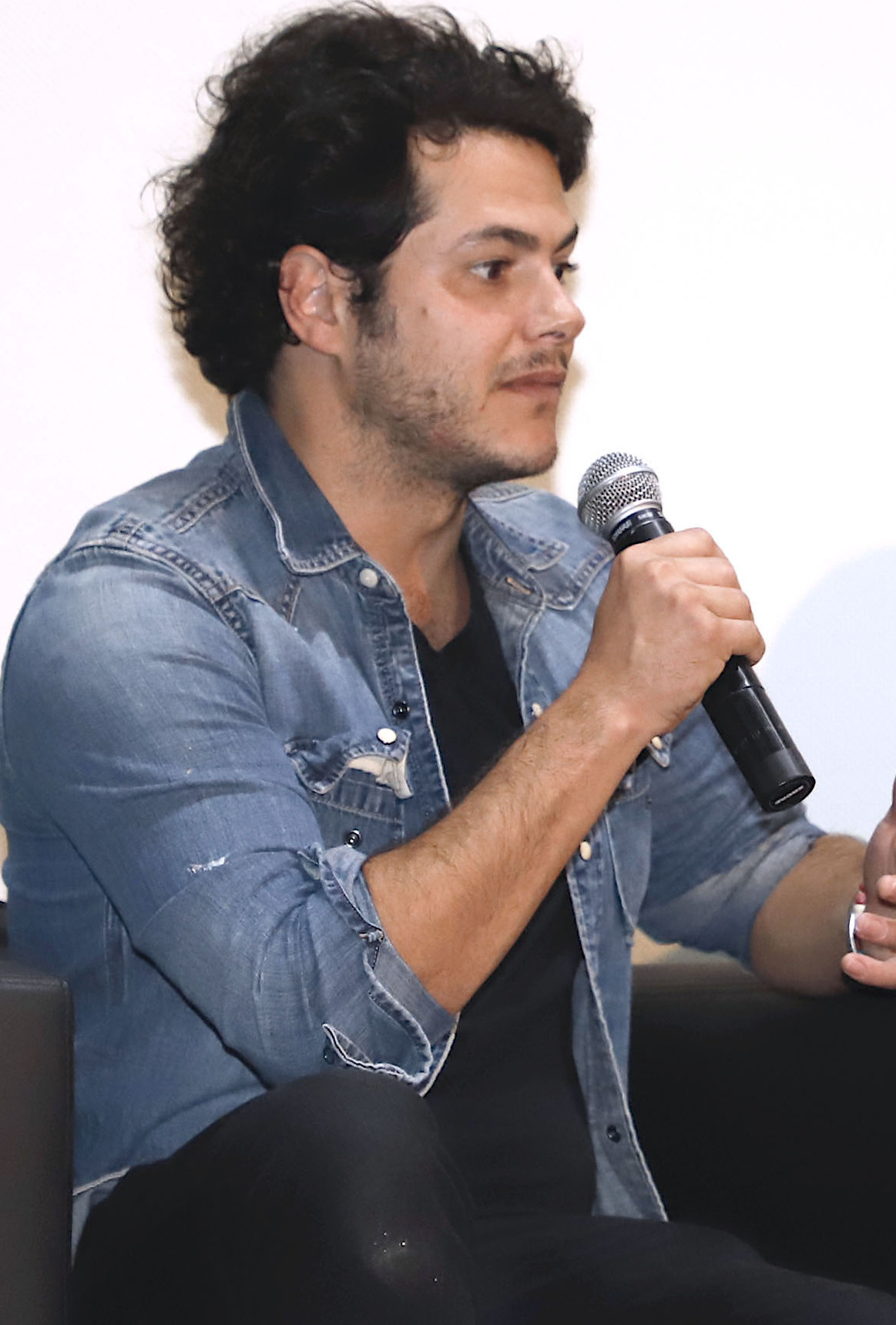
Alfonso Dosal interpreta Benjamín Arellano Félix.
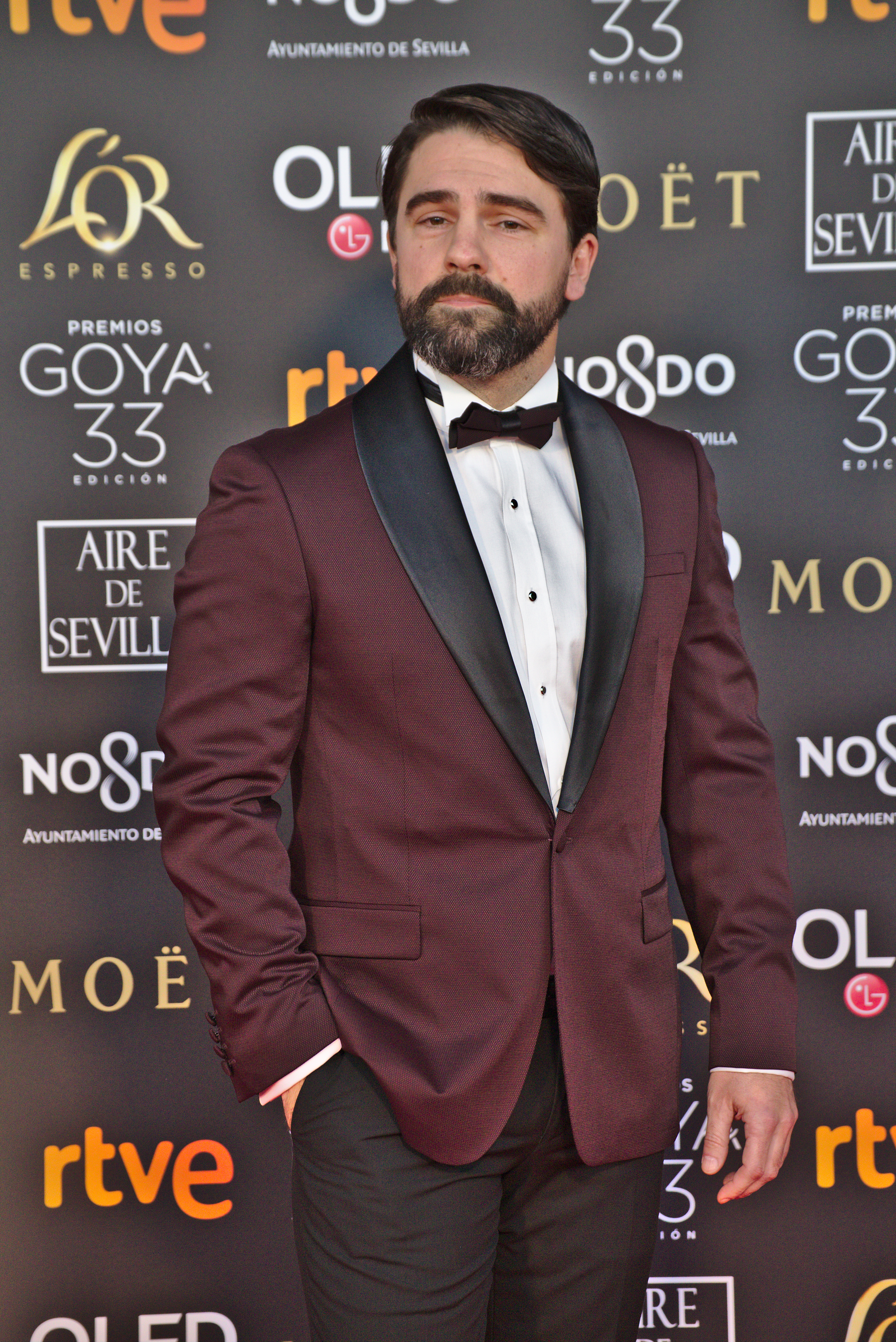
Gorka Lasaosa interpreta Héctor Luis Palma Salazar.
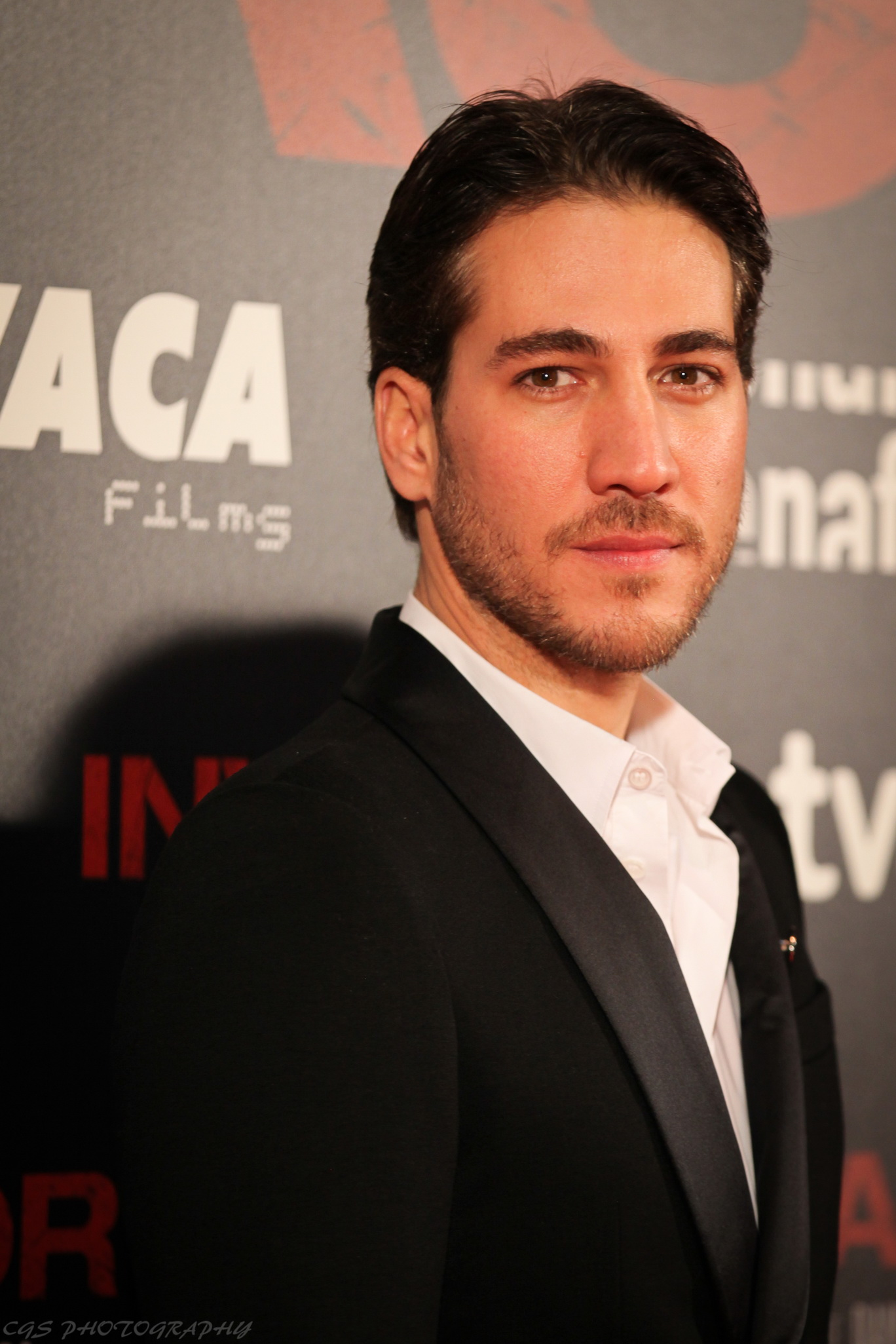
Alberto Ammann interpreta Pacho Herrera.

## Produzione

### Sviluppo
Il 6 settembre 2016, pochi giorni dopo l'uscita della seconda stagione di Narcos, la serie venne rinnovata per altre 2 stagioni. La produzione della quarta stagione è iniziata in Messico alla fine del 2017, dopo l'uscita della terza stagione. Il 18 luglio 2018 venne annunciato che la quarta stagione sarebbe stata "resettata" con un cast quasi del tutto nuovo e con una nuova serie originale di Netflix.

### Cast e crew

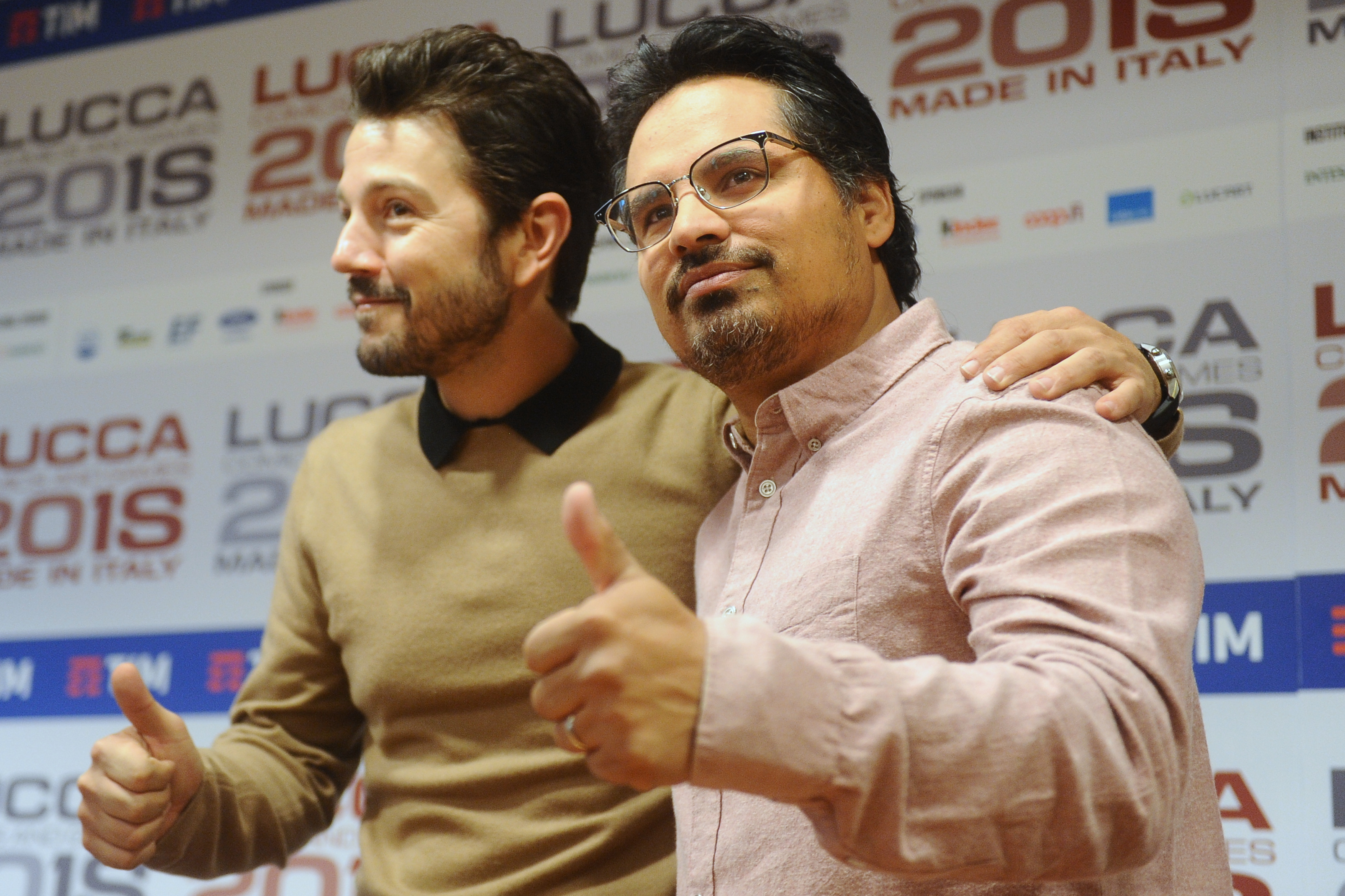
Diego Luna e Michael Peña a Lucca Comics & Games 2018.

Nel dicembre del 2017 venne annunciato che Michael Peña e Diego Luna sarebbero stati i protagonisti della serie. Alcuni giorni dopo si unì al cast Matt Letscher. Altri membri del cast chiave rivelati dallo showrunner Eric Newman includono Tenoch Huerta, Joaquín Cosío, Teresa Ruiz, Alyssa Diaz e José María Yazpik (che riprende il ruolo già interpretato nella terza stagione di Narcos).
Amat Escalante e Alonso Ruizpalacios e Andi Baiz, già regista di alcuni episodi di Narcos, hanno diretto gli episodi della prima stagione.

### Omicidio dell'assistente di produzione
Il 15 settembre 2017 un assistente di produzione dello show, Carlos Muñoz Portal, venne trovato assassinato con ferite da arma da fuoco multiple nel Messico centrale vicino alla città di Temascalapa. Un portavoce del procuratore generale nello stato del Messico ha detto che non c'erano testimoni a causa della posizione remota, ma che le autorità avrebbero continuato a indagare. Viene presa in considerazione la possibilità che alcune gang siano coinvolte nell'omicidio. Al gennaio del 2019 il mistero che circonda la morte di Muñoz Portal non è stato risolto.

## Promozione e distribuzione
Il 18 ottobre 2018 sono stati pubblicati sul canale YouTube di Netflix i trailer ufficiali in lingua originale e in italiano, che ne annunciavano la data di uscita.
La prima stagione, composta da 10 episodi, è stata interamente distribuita su Netflix il 16 novembre 2018, in tutti i paesi in cui il servizio è disponibile.
Il 5 dicembre 2018 Netflix rinnova la serie per una seconda stagione.
La terza ed ultima stagione è stata annunciata il 28 ottobre 2020 ed è stata pubblicata il 5 novembre 2021.

## Accoglienza
La serie è stata acclamata dalla critica. Sull'aggregatore di recensioni Rotten Tomatoes la prima stagione ha un indice di gradimento del 89% con un voto medio di 7.44 su 10, basato su 38 recensioni. Invece su Metacritic ha un punteggio di 80 su 100, basato su 7 recensioni, che indica un "plauso universale".

## Riconoscimenti
| Anno | Premio                            | Categoria                                   | Candidato       | Risultato | Rif. |
| ---- | --------------------------------- | ------------------------------------------- | --------------- | --------- | ---- |
| 2019 | Critics 'Choice Television Awards | Miglior attore in una serie drammatica      | Diego Luna      | Nominato  |      |
| 2019 | Platino Awards                    | Miglior miniserie o serie TV iberoamericana | Narcos: Messico | Nominato  |      |
| 2019 | Platino Awards                    | Miglior attore in una miniserie o serie TV  | Diego Luna      | Ha vinto  |      |
| 2020 | Casting Society of America        | Pilota televisivo e prima stagione - Dramma | Carla Hool      | Nominato  |      |